# Medalistki mistrzostw Polski seniorów w biegu na 3000 metrów
Medalistki mistrzostw Polski seniorów w biegu na 3000 metrów – zdobywczynie medali seniorskich mistrzostw Polski w konkurencji biegu na 3000 metrów.
Bieg na 3000 metrów kobiet został rozegrany na mistrzostwach kraju po raz pierwszy na  mistrzostwach w 1973 r., które odbyły się w Warszawie. Zwyciężyła Bronisława Doborzyńska (Ludwichowska) z olsztyńskiej Gwardii, która uzyskała czas 9:19,6. Po raz ostatni mistrzostwa na otwartym stadionie w biegu na 3000 metrów kobiet rozegrano w 1994 w Pile.
Najwięcej medali mistrzostw Polski (osiem) zdobyła Wanda Panfil, a najwięcej złotych medali (po trzy) Grażyna Kowina i Celina Sokołowska.
Rekord mistrzostw Polski seniorów w biegu na 3000 metrów wynosi 8:58,3 i został ustanowiony przez Celinę Sokołowską podczas mistrzostw w 1979 w Poznaniu.

## Medalistki
| NR – rekord kraju \| PB – rekord życiowy \| SB – najlepszy wynik w sezonie \| NL – najlepszy wynik w polskich tabelach w sezonie |

| Mistrzostwa    | 1. miejsce                              | Rezultat  | 2. miejsce                              | Rezultat | 3. miejsce                          | Rezultat |
| Warszawa 1973  | Bronisława Doborzyńska Gwardia Olsztyn  | 9:19,6    | Urszula Prasek Pomorze Stargard         | 9:29,0   | Renata Pentlinowska Neptun Gdańsk   | 9:29,0   |
| Warszawa 1974  | Urszula Prasek Pomorze Stargard         | 9:14,0    | Bronisława Ludwichowska Gwardia Olsztyn | 9:15,5   | Renata Pentlinowska Neptun Gdańsk   | 9:16,0   |
| Bydgoszcz 1975 | Bronisława Ludwichowska Gwardia Olsztyn | 8:58,8 NR | Renata Pentlinowska Neptun Gdańsk       | 9:15,4   | Celina Magala Budowlani Kielce      | 9:24,8   |
| Bydgoszcz 1976 | Renata Pentlinowska Neptun Gdańsk       | 9:00,4    | Bronisława Ludwichowska Gwardia Olsztyn | 9:08,2   | Celina Magala Budowlani Kielce      | 9:11,0   |
| Bydgoszcz 1977 | Celina Sokołowska Wisła Kraków          | 9:07,26   | Bronisława Ludwichowska Gwardia Olsztyn | 9:09,0   | Renata Pentlinowska Bałtyk Gdynia   | 9:09,2   |
| Warszawa 1978  | Celina Sokołowska Wisła Kraków          | 9:19,1    | Zofia Czerepińska Start Lublin          | 9:22,5   | Urszula Prasek Pomorze Stargard     | 9:24,6   |
| Poznań 1979    | Celina Sokołowska Wisła Kraków          | 8:58,3 NR | Maria Chwaszczyńska Kociewie Starogard  | 8:59,8   | Renata Pentlinowska Bałtyk Gdynia   | 9:11,3   |
| Łódź 1980      | Ewa Szydłowska Piast Gliwice            | 9:16,95   | Wanda Panfil Lechia Tomaszów Mazowiecki | 9:18,23  | Zofia Czerepińska Start Lublin      | 9:19,20  |
| Sopot 1981     | Stanisława Fedyk Śląsk Wrocław          | 9:17,6    | Wanda Panfil Lechia Tomaszów Mazowiecki | 9:19,6   | Marzanna Ulidowska Orkan Poznań     | 9:22,0   |
| Lublin 1982    | Maria Bąk Pomorze Stargard              | 9:08,02   | Wanda Panfil Lechia Tomaszów Mazowiecki | 9:09,38  | Marzanna Ulidowska Orkan Poznań     | 9:10,59  |
| Bydgoszcz 1983 | Maria Bąk Pomorze Stargard              | 9:12,12   | Wanda Panfil Lechia Tomaszów Mazowiecki | 9:15,37  | Ewa Szydłowska Piast Gliwice        | 9:17,85  |
| Lublin 1984    | Wanda Panfil Lechia Tomaszów Mazowiecki | 9:13,98   | Renata Kokowska Orzeł Wałcz             | 9:18,13  | Marzanna Ulidowska Orkan Poznań     | 9:21,05  |
| Bydgoszcz 1985 | Renata Kokowska Orzeł Wałcz             | 9:19,42   | Wanda Panfil Lechia Tomaszów Mazowiecki | 9:19,70  | Helena Sabaj Stal Mielec            | 9:20,40  |
| Grudziądz 1986 | Renata Kokowska Orzeł Wałcz             | 9:00,24   | Wanda Panfil Lechia Tomaszów Mazowiecki | 9:01,71  | Marzanna Ulidowska Górnik Zabrze    | 9:08,74  |
| Poznań 1987    | Wanda Panfil Lechia Tomaszów Mazowiecki | 9:18,14   | Aniela Nikiel Górnik Brzeszcze          | 9:19,09  | Bożena Dziubińska Start Lublin      | 9:19,62  |
| Grudziądz 1988 | Grażyna Kowina Kłos Olkusz              | 9:10,89   | Bożena Dziubińska Start Lublin          | 9:20,99  | Anna Sińczuk Legia Warszawa         | 9:21,21  |
| Kraków 1989    | Bożena Dziubińska Start Lublin          | 9:11,30   | Grażyna Kowina Kłos Olkusz              | 9:11,48  | Lidia Camberg AZS-AWF Katowice      | 9:11,75  |
| Piła 1990      | Grażyna Kowina Kłos Olkusz              | 9:21,60   | Bożena Dziubińska Start Lublin          | 9:21,80  | Irena Czuta Technik Komorno         | 9:21,98  |
| Kielce 1991    | Grażyna Kowina Kłos Olkusz              | 9:24,08   | Małgorzata Sobańska Olimpia Poznań      | 9:24,64  | Irena Czuta Technik Komorno         | 9:24,78  |
| Warszawa 1992  | Aniela Nikiel Sprint Bielsko-Biała      | 9:19,27   | Iwona Klimczak Gwardia Olsztyn          | 9:20,24  | Bożena Dziubińska Start Lublin      | 9:21,68  |
| Kielce 1993    | Anna Brzezińska Gwardia Opole           | 9:07,20   | Marta Kosmowska Gwardia Warszawa        | 9:10,81  | Renata Sobiesiak Polkolor Piaseczno | 9:26,94  |
| Piła 1994      | Aniela Nikiel Piast Gliwice             | 9:14,53   | Elżbieta Nadolna Zawisza Bydgoszcz      | 9:19,24  | Dorota Gruca Agros Zamość           | 9:21,68  |

## Klasyfikacja medalowa
W historii mistrzostw Polski seniorów na podium tej imprezy stanęło w sumie 25 biegaczek. Najwięcej medali – 8 – wywalczyła Wanda Panfil, a najwięcej złotych (po 3) – Grażyna Kowina i Celina Sokołowska.
| Lp. | Zawodniczka             | Złoto | Srebro | Brąz | Razem |
| 1.  | Grażyna Kowina          | 3     | 1      | 0    | 4     |
| 2.  | Celina Sokołowska       | 3     | 0      | 2    | 5     |
| 3.  | Wanda Panfil            | 2     | 6      | 0    | 8     |
| 4.  | Bronisława Ludwichowska | 2     | 3      | 0    | 5     |
| 5.  | Maria Bąk               | 2     | 1      | 0    | 3     |
| 5.  | Renata Kokowska         | 2     | 1      | 0    | 3     |
| 5.  | Aniela Nikiel           | 2     | 1      | 0    | 3     |
| 8.  | Bożena Dziubińska       | 1     | 2      | 2    | 5     |
| 9.  | Renata Pentlinowska     | 1     | 1      | 4    | 6     |
| 10. | Urszula Prasek          | 1     | 1      | 1    | 3     |
| 11. | Ewa Szydłowska          | 1     | 0      | 1    | 2     |
| 12. | Anna Brzezińska         | 1     | 0      | 0    | 1     |
| 12. | Stanisława Fedyk        | 1     | 0      | 0    | 1     |
| 14. | Zofia Czerepińska       | 0     | 1      | 1    | 2     |
| 15. | Iwona Klimczak          | 0     | 1      | 0    | 1     |
| 15. | Marta Kosmowska         | 0     | 1      | 0    | 1     |
| 15. | Elżbieta Nadolna        | 0     | 1      | 0    | 1     |
| 15. | Małgorzata Sobańska     | 0     | 1      | 0    | 1     |
| 19. | Marzanna Ulidowska      | 0     | 0      | 4    | 4     |
| 20. | Irena Czuta             | 0     | 0      | 2    | 2     |
| 21. | Lidia Camberg           | 0     | 0      | 1    | 1     |
| 21. | Dorota Gruca            | 0     | 0      | 1    | 1     |
| 21. | Helena Sabaj            | 0     | 0      | 1    | 1     |
| 21. | Anna Sińczuk            | 0     | 0      | 1    | 1     |
| 21. | Renata Sobiesiak        | 0     | 0      | 1    | 1     |

## Zmiany nazwisk
Niektóre zawodniczki w trakcie kariery lekkoatletycznej zmieniały nazwiska. Poniżej podane są najpierw nazwiska panieńskie, a następnie po mężu:
Maria Chwaszczyńska  → Maria Bąk
Bronisława Doborzyńska  → Bronisława Ludwichowska
Stanisława Fedyk  → Stanisława Cych
Celina Magala → Celina Sokołowska
Elżbieta Nadolna  → Elżbieta Jarosz
Renata Pentlinowska  → Renata Walendziak
Renata Sobiesiak  → Renata Paradowska
Marzanna Ulidowska  → Marzanna Helbik